# Paola Pezzo
Paola Pezzo, född den 8 januari 1969 i Verona, Italien, är en italiensk tävlingscyklist som tog OS-guld i mountainbike vid olympiska sommarspelen 1996 i Atlanta och på nytt vid olympiska sommarspelen 2000 i Sydney.